# Koberno

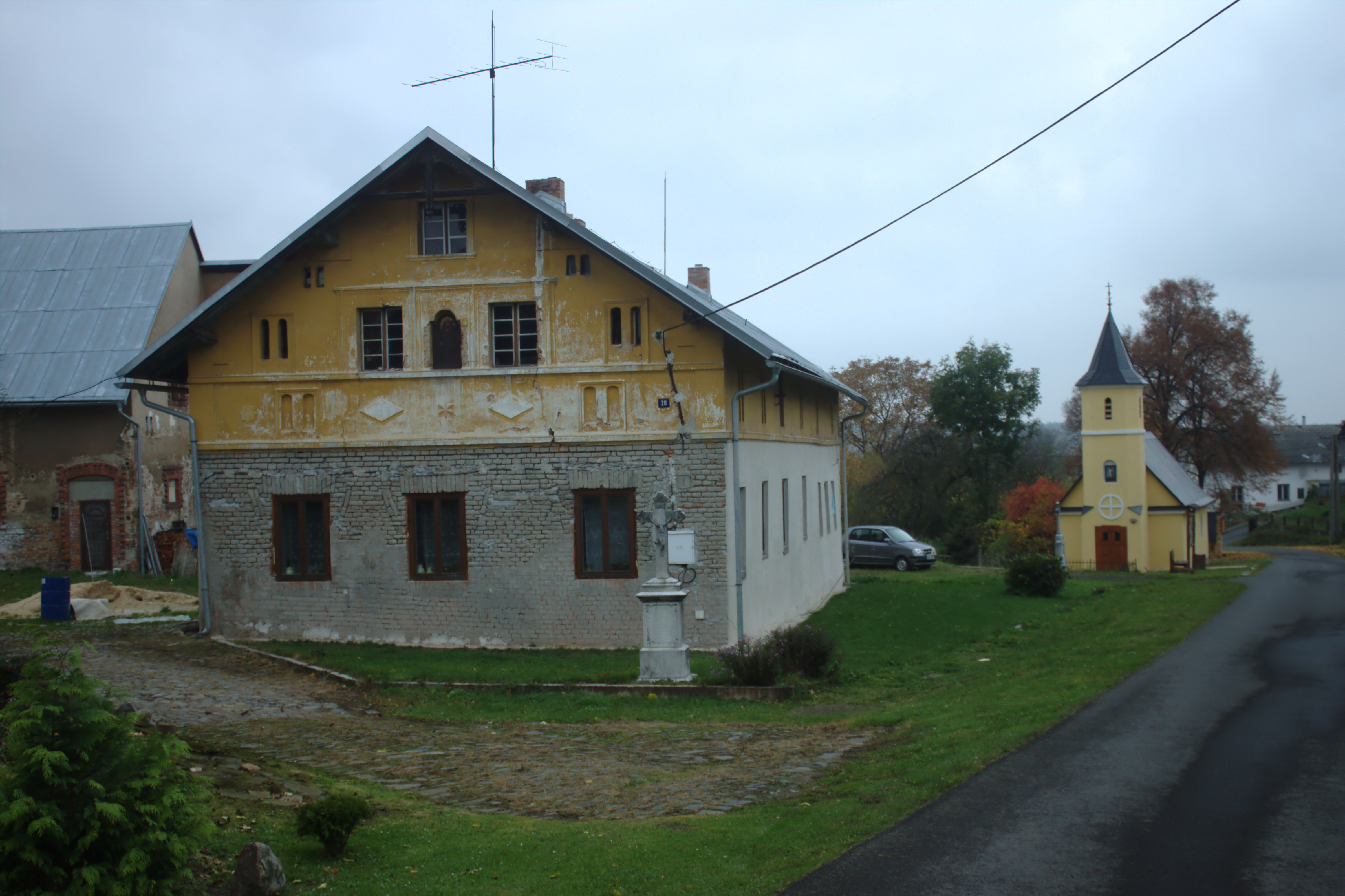
Haus Nr. 20

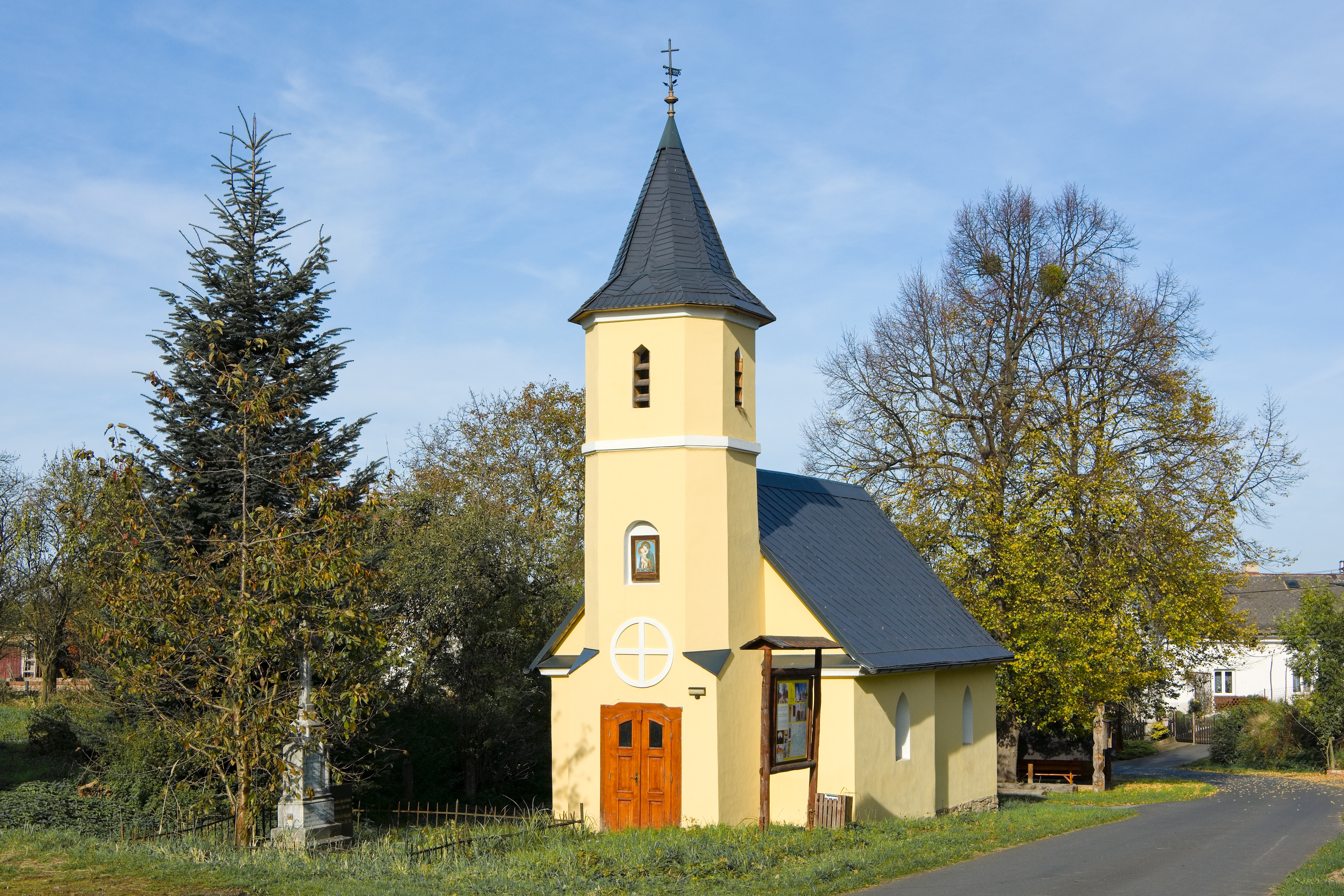
Kapelle

Koberno (deutsch Kawarn) ist ein Ortsteil der Gemeinde Slezské Rudoltice (Roßwald) in Tschechien. Er liegt elf Kilometer nordöstlich von Město Albrechtice (Olbersdorf) und gehört zum Okres Bruntál.

## Geographie
Der als Angerdorf angelegte Ort befindet sich rechtsseitig über dem Tal der Lužná (Roßwalder Mühlbach) am Rande der Zlatohorská vrchovina (Zuckmanteler Bergland) in der Jindřichovská pahorkatina (Hennersdorfer Hügelland). Nördlich erhebt sich der Dubský kopec (Eichberg, 284 m. n.m.), im Südosten der Rusínský kopec (Hutberg, 314 m. n.m.) und der Za Humny (296 m. n.m.), südlich der Rudoltický vrch (297 m. n.m.) sowie im Westen der Na Vrchu (291 m. n.m.). Nordöstlich verläuft die Schmalspurbahn Třemešná ve Slezsku–Osoblaha durch das Tal der Lužná.
Nachbarorte sind Dubský Mlýn (Eichmühle), Lesní Mlýn (Buschmühle), Bohušov (Füllstein) und Ostrá Hora (Schärfenberg) im Norden, Kašnice (Kaschnitzberg) und Matějovice (Matzdorf) im Nordosten, Kwiatoniów (Blümsdorf) im Osten, Rusín (Rausen) und Hrozová (Grosse) im Südosten, Slezské Rudoltice im Südwesten, Amalín (Amalienfeld), Horní Povelice (Ober Paulowitz) und Nové Povelice (Neu Paulowitz) im Westen, Grundek (Grundeck), Dolní Povelice (Nieder Paulowitz), Kobernský Mlýn (Kawarner Mühle) und Kampelička (Kampeldörfel) im Nordwesten.

## Geschichte
Die erste schriftliche Erwähnung von Cobern erfolgte 1309. Das Dorf war ursprünglich ein bischöfliches Lehngut, mit dem seit der zweiten Hälfte des 13. Jahrhunderts die Herren von Füllstein belehnt waren. Im Jahre 1389 wurde das Dorf als Koberna bezeichnet. Das Gut wurde später an die Herrschaft Füllstein angeschlossen.
Der Ortsname Koberno ist seit 1517 nachweislich, 1555 wurde auch Koberné verwendet. 1570 erwarben die Herren Sedlnitzky von Choltitz die Herrschaft. Diese verloren 1623 nach der Schlacht am Weißen Berg den Besitz. Im Jahre 1630 kaufte Georg Maximilian von Hoditz die Herrschaft. Im Laufe des 17. und 18. Jahrhunderts wurde das Dorf Kawarna (ab 1676), Kowarne (ab 1716), Cowarna (1771) und Kawarn (ab 1798) genannt. Nachfolgende Grundherren waren Carl Joseph von Hoditz und Wolframitz, ab 1741 dessen Sohn Isidor von Hoditz und ab 1764 sein Bruder Albert Joseph von Hoditz. Letzterer vereinigte nach 1767 das Lehngut Füllstein mit weiteren Familiengütern zur Herrschaft Roßwald. Nach dem Konkurs und Tod des Gutsbesitzers Albert Joseph von Hoditz wurde die 1778 an das Bistum Olmütz heimgefallene und überschuldete mährische Lehnsherrschaft Roßwald unter landesherrliche Verwaltung gestellt. Ab 1780 amtierte der neu ernannte Oberdirektor der mährisch-schlesischen Staatsgüter, Hofrat Anton Kaschnitz zu Weinberg als Zwangsverwalter der Herrschaft Roßwald. Er ließ bis 1784 im Zuge der Raabisation sechs abgelegene Meierhöfe aufheben und parzellieren; auf den Fluren des Kawarner Meierhofes entstand die Kolonie Antonsberg. Aus den Verkaufserlösen der Gründung von insgesamt sieben Kolonien konnte Kaschnitz die Herrschaft sanieren und 1790 wieder an Erzbischof Anton Theodor von Colloredo übergeben, der sie 1791 an Carl Czeike von Badenfeld verkaufte. Bis 1783 gehörte Kawarn – wie die anderen mährischen Enklaven – zum Prerauer Kreis, danach zum Troppauer Kreis.
Im Jahre 1835 bestand Kawarn aus 29 Häusern mit 199 deutschsprachigen und katholischen Einwohnern, die vom Ackerbau lebten. Im Ort gab es einen Erbrichter, neun Bauern, drei
Gärtner und 10 Häusler. Die Nutzfläche umfasste 300 Joch fruchtbares Ackerland. Pfarr- und Schulortort war Füllstein. Das Dorf war Teil der großen mährischen Enklave Hotzenplotz. Bis zur Mitte des 19. Jahrhunderts gehörte Kawarn zur Lehnsherrschaft Roßwald.
Nach der Aufhebung der Patrimonialherrschaften bildete Kawarn / Koberno ab 1849 einen Ortsteil der Gemeinde Füllstein im Gerichtsbezirk Hotzenplotz. 1869 löste sich Kawarn von Füllstein los und bildete mit dem Ortsteil Antonsberg eine eigene Gemeinde. Im selben Jahr wurde die Gemeinde dem neugebildeten Bezirk Jägerndorf zugeordnet. Zu dieser Zeit hatte das Dorf 211 Einwohner und bestand aus 29 Häusern. Im Jahre 1900 lebten in Kawarn 186 Personen, 1910 waren es 162. Nach dem Ende des Ersten Weltkrieges 1918 wurde Kawarn Teil der neugegründeten Tschechoslowakei. Beim Zensus von 1921 lebten in den 51 Häusern der Gemeinde Kawarn 208 Personen, davon 201 Deutsche. Davon entfielen 155 auf Kawarn (37 Häuser) und 53 auf Antonsberg (14 Häuser). Im Jahre 1930 bestand die Gemeinde Kawarn aus 49 Häusern und hatte 199 Einwohner, davon 158 in Kawarn (39 Häuser) und 41 in Antonsberg (10 Häuser). 1939 lebten in der Gemeinde 189 Personen. Nach dem Münchner Abkommen wurde die Gemeinde im Herbst 1938 dem Deutschen Reich zugesprochen und gehörte bis 1945 zum Landkreis Jägerndorf. Nach dem Ende des Zweiten Weltkrieges wurde Koberno 1945 wieder Teil der Tschechoslowakei. Die deutschsprachige Bevölkerung wurde 1946 fast vollständig vertrieben. Im Jahre 1950 lebten in den 23 Häusern von Koberno 80 Personen. Der Ortsteil Antonínov wurde 1960 aufgehoben. Im Jahre 1961 wurde die Gemeinde in den Okres Bruntál umgegliedert. 1964 erfolgte die Eingemeindung nach Slezské Rudoltice. Im Jahr darauf wurde Antonínov mit Koberno fusioniert und der Ortsname Antonínov erlosch. Im Jahre 1970 hatte Koberno 80 Einwohner. 1991 hatte das Dorf 25 Einwohner und bestand aus 20 Häusern. Beim Zensus von 2011 lebten in den 25 Häusern von Koberno 21 Personen.

## Ortsgliederung
Der Ortsteil Koberno bildet einen Katastralbezirk. Zu Koberno gehört der Wohnplatz Antonínov (Antonsberg).

## Sehenswürdigkeiten
- Kapelle, auf dem Dorfplatz
- Steinernes Wegkreuz vor dem Haus Nr. 20 am Dorfplatz
- Steinernes Gedenkkreuz für die Gefallenen beider Weltkrieges, neben der Kapelle